# Itinéraire de Jean Bricard
Pour plus de détails, voir Fiche technique et Distribution.
Itinéraire de Jean Bricard est un court métrage  français réalisé par Jean-Marie Straub en 2008, sorti en France le 8 avril 2009. Il reprend l'intégralité du texte de L'itinéraire de Jean-Bricard, publié par le chercheur et sociologue Jean-Yves Petiteau dans Interlope la curieuse, no 9-10, juin 1994, revue de l'École des Beaux-Arts de Nantes. Cet itinéraire retrace le récit de vie d'un exploitant sablier, Jean Bricard, sur les îles de Loire et a été enregistré par Jean-Yves Petiteau, assisté de Sandrine Bridier, le 24 février 1994. Cet itinéraire faisait partie d’une recherche menée par le Conservatoire des Rives de la Loire et de ses affluents, avec les étudiants de l’École d’Architecture de Nantes. Ce film est un hommage de Jean-Marie Straub aux paysages de la Loire chers à sa compagne Danièle Huillet décédée en 2006.

## Images et sons
Un long travelling fluvial fait le tour de l'île Coton et de ses rives, tandis que la voix off lit le récit de Jean Bricard et de son enfance passée sur l’île Coton, entre Liré et Ancenis. 
Les images de J-M Straub, splendides, tournées aujourd'hui mais venues d'un autre temps, montrent la Loire, l’île, les maisons, les paysages.
« Jean Bricard est né en 1932 à la Basse-Pierre, sur la Loire. Jusqu'à sa retraite en 1992, il a été responsable d'une entreprise sablière sur l'île Verte, en face d'Ancenis. » Extrait du dossier de presse.

## Fiche technique
- Titre : Itinéraire de Jean Bricard
- Réalisation : Danièle Huillet et Jean-Marie Straub
- Scénario : Danièle Huillet et Jean-Marie Straub, d’après « Itinéraire » de Jean Bricard et Jean-Yves Petiteau[2]
- Image : William Lubtchansky, Jean-Paul Toraille, Irina Lubtchansky
- Son : Dimitri Haulet, Jean-Pierre Laforce, Zaki Allal, avec la voix de Jean Bricard, enregistrée le 24 février 1994 par Jean-Yves Petiteau
- Montage : Nicole Lubtchansky
- Producteurs : Martine Marignac, Blandine Tourneaux, Frederic Papon,
- Production : Pierre Grise Productions, Fresnoy-Studio national des arts contemporains
- Durée : 40 minutes
- Format : noir et blanc - 1,37:1 - Dolby - 35 mm
- Date de sortie : 8 avril 2009 en France
- Pays : France

## Extraits
« On arrive à l’île Coton là où j’ai passé mon jeune âge, on habitait à la Basse-Pierre, il y avait un port à la Basse-Pierre, c’était le port de Basse-Pierre mais ça remonte à plusieurs siècles...
Vous voyez j’habite en face. Cette année il y avait 40 cm d’eau dans la maison. Alors vous aviez des pieds d’osiers qui pendant la guerre 43-44 permettaient de se cacher dedans pour éviter d’être pris par les Allemands, en 44 l’année où mon oncle s’est fait piquer...
On va voir la cabane pour se mettre à l’abri quand il tombe vraiment de l’eau. Quand on avait une heure ou deux il s’agissait de travailler autour de la ferme mais dès qu’il y avait possibilité de partir une journée, au moins une demi journée, on venait à l’île. »